# Château de Riols
Le château de Riols, est un château du XVIIe siècle situé à Teyssode, dans le Tarn (France).

## Historique
Le château de Riols est une bâtisse de la fin du XVIIe siècle. Il a été commandité 1680, terminé en 1682, par un capitoul de Toulouse et greffier du diocèse de Lavaur, Arnaud de Clauzade-Garrouste (1631 - 1714)[réf. souhaitée]. Ce dernier a ensuite onze enfants, dont un seul hérite du domaine, Jean de Clauzade, capitaine au régiment de Bassigny. La bâtisse demeure ensuite dans la famille plusieurs siècles durant et jusqu'aux années 1960, survivant à la Révolution française.[réf. souhaitée]

## Architecture
Le château de Riols est un corps de logis en brique enduite orientée d'Est en Ouest, construit à une centaine de mètres de l'Agout. Il s'élève sur trois étages. Sa façade Sud, s'ouvrant sur les champs, est flanquée de deux tourelles carrées, qui surmontent le logis d'un étage. Cette façade se découpe en cinq travées, dont la centrale présente la porte d'entrée surmontée d'un oculus. On trouve aussi un attique au premier étage. L'ensemble est couvert de toitures d'ardoises.
L'intérieur du château conserve certains ornements d'époque, dont des cheminées de brique et des plafonds à la française, ainsi qu'un large escalier à double volée de marches.
Au Nord de l'édifice, on trouve une cour fermée à l'Est et à l'Ouest par deux dépendances, peut-être à destination agricole. La dépendance Est est flanquée au Nord-Est d'une tour-pigeonnier.